# 보이티우스
아니키우스 만리우스 토르콰투스 세베리누스 보이티우스(라틴어: Anicius Manlius Torquatus Sererinus Boethius, 480년~524년)는 로마 최후의 저술가·철학자이다.

## 생애
로마의 명문에서 태어나 510년에는 집정관이 되었다. 당시의 지배자 동고트인 테오도리쿠스의 신임이 두터웠으나 반역죄에 연루되어 체포된 후 처형되었다. 그의 저서는 철학·신학을 위시해서 수학이나 음악에까지 미치고 있으나 대표작은 옥중에서 집필한 《철학의 위안》이다. 이것은 저자와 '철학'과의 우의적 대화를 산문과 운문이 섞인 메니포스풍 사투라의 형식으로 쓴 것으로 그리스 철학 특히 플라톤의 영향이 강하다. 더욱이 그는 아리스토텔레스의 논리를 기독교의 여러 문제에 응용해 이후의 스콜라 철학의 선구자가 되었다.